# Capanna Adula UTOE
La capanna Adula UTOE è un rifugio alpino situato nel comune di Blenio, nel Canton Ticino, nella val di Carassino, nelle Alpi Lepontine, a 2.393 m s.l.m.

## Storia
La capanna fu inaugurata nel 1923; fu successivamente ampliata nel 1983 e nel 2002.

## Caratteristiche e informazioni
La capanna è disposta su 2 piani; dispone di: due refettori per un totale di 60 posti; un piano di cottura invernale a legna, completo di utensili di cucina. I servizi igienici e l'acqua sono all'interno dell'edificio. Il riscaldamento è a legna. L'illuminazione è prodotta da pannelli solari.
Le stanze sono così suddivise: una da 20 posti e una da 38.

## Accessi
- Diga del Luzzone 1.606 m - è raggiungibile con l'autobus di linea durante i mesi estivi (linea 135) - Tempo di percorrenza: 3 ore e 30 minuti - Dislivello: 787 metri - Difficoltà: T2
- Diga di Carassina 1.707 m - è raggiungibile in auto - Tempo di percorrenza: 2 ora e 30 minuti - Dislivello: 686 metri - Difficoltà: T2
- Olivone 902 m - è raggiungibile sempre anche con l'autobus di linea (linea 131) - Tempo di percorrenza: 4 ore e 15 minuti - Dislivello: 1.491 metri - Difficoltà: T2
- Dangio 801 m - è raggiungibile sempre anche con l'autobus di linea (linea 131) - Tempo di percorrenza: 4 ore - Dislivello: 1.592 metri - Difficoltà: T2
- Ghirone 1.217 m - è raggiungibile sempre anche con l'autobus di linea (linea 135) - Tempo di percorrenza: 5 ore - Dislivello: 1.176 metri - Difficoltà: T2

## Escursioni
- Laghetto dei Cadabi 2.646 m[1] - Tempo di percorrenza: 50 minuti -Dislivello: 253 metri - Difficoltà: T2
- Passo Cadabi 2.938 m - Tempo di percorrenza: 3 ore - Dislivello: 545 metri

## Ascensioni
- Adula 3.402 m - Tempo di percorrenza: 3 ore - Dislivello: 1.003 metri - Difficoltà: F
- Grauhorn 3.260 m - Tempo di percorrenza: 3 ore - Dislivello: 867 metri
- Piz Cassimoi 3.129 m - Tempo di percorrenza: ? - Dislivello: 736 metri
- Cima della Negra 2.999 m - Tempo di percorrenza: ? - Dislivello: 606 metri
- Piz Jut 3.129 m - Tempo di percorrenza: ? - Dislivello: 736 metri
- Punta dello Stambecco 3.107 m - Tempo di percorrenza: ? - Dislivello: 714 metri
- Cima di Fornee 3.054 m - Tempo di percorrenza: ? - Dislivello: 661 metri

## Traversate
- Capanna Adula CAS 30 minuti
- Capanna Quarnèi 2 ore
- Capanna Motterascio 4 ore
- Capanna Scaradra di sopra 5 ore
- Capanna Prou 4 ore
- Läntahütte (GR) 5 ore
- Zapporthütte (GR) 5 ore

## Curiosità
Fino al 1909 il ghiacciaio dell'Adula arrivava sino a dove ora è ubicata la capanna Adula UTOE.